# Bilbil chiński
Bilbil chiński (Pycnonotus sinensis) – gatunek małego ptaka z rodziny bilbili (Pycnonotidae), zamieszkujący wschodnią Azję.

## Podgatunki i zasięg występowania
Wyróżniono kilka podgatunków P. sinensis:
- P. sinensis sinensis – środkowe i wschodnie Chiny; odnotowywany także dalej na północ, w tym na południowokoreańskiej wyspie Socheong-do. Populacja z północy zasięgu wędrowna, zimą na południu osiąga północny i środkowy Wietnam, Laos i wyspę Hajnan.
- P. sinensis hainanus – południowo-wschodnie Chiny (w tym wyspa Hajnan) i północny Wietnam. Zimą osiąga środkowy Wietnam.
- P. sinensis formosae – Tajwan.
- P. sinensis orii – południowe Wyspy Nansei (Japonia).

## Morfologia
Szczególną cechą tego gatunku jest duża biała plama na karku i białe cętki na bokach czarnej głowy.
Długość ciała 18–19 cm; masa ciała 30–46 g.

## Status
Międzynarodowa Unia Ochrony Przyrody (IUCN) uznaje bilbila chińskiego za gatunek najmniejszej troski (LC, least concern) nieprzerwanie od 1988 roku. Liczebność populacji nie jest dokładnie znana, aczkolwiek ptak w wielu rejonach jest bardzo liczny. Trend liczebności populacji uznaje się za wzrostowy.